# Alma (növénynemzetség)
Az alma vagy almafa (Malus) a rózsafélék (Rosaceae) családjába tartozó növénynemzetség. Körülbelül 55 faj tartozik ide, melyek többsége Ázsiában, kisebb része Európában és Észak-Amerikában honos. A nemzetségbe tartozó egyedek, vagyis az almafák termésének a neve is alma.
Az almafajok közül az élelmezés szempontjából fontos szerepe van a nemes almának (Malus domestica), melynek több fajtáját termesztik a világon: terméseit gyümölcsként fogyasztják, illetve az élelmiszeripar nyersanyagként használja fel különféle termékek előállítása során. Ezt az almafajt, ennek fajtáit, s ezeknek a termését is egyszerűen almának nevezik.

## Tulajdonságai
Az almák ritkán tövises, lombhullató kis fák vagy cserjék. Leveleik egyszerűek, karéjosak, néha hasadtak. Virágzata csomó, bogernyő vagy sátorozó fürt. Virágaik fehér, rózsaszín vagy piros színűek. Párta 5, csésze 5 van, porzóinak száma 15, 20 vagy 50, a 2-5 bibeszál alul összenőtt.  
Az almafa termése botanikailag csoportos tüszőtermés, alma áltermés (pomum): gömbölyded alakú, két végén bemélyedés található. A felső mélyedésből ered a rövid kocsány, ezzel csüng a fán. A másik mélyedésben az öt apró, elszáradt csészelevél. Az alma viaszos héja a gyümölcshúst veszi körül. Ezen belül öt hártyás rekeszben ülnek a magvak.

## Termelése

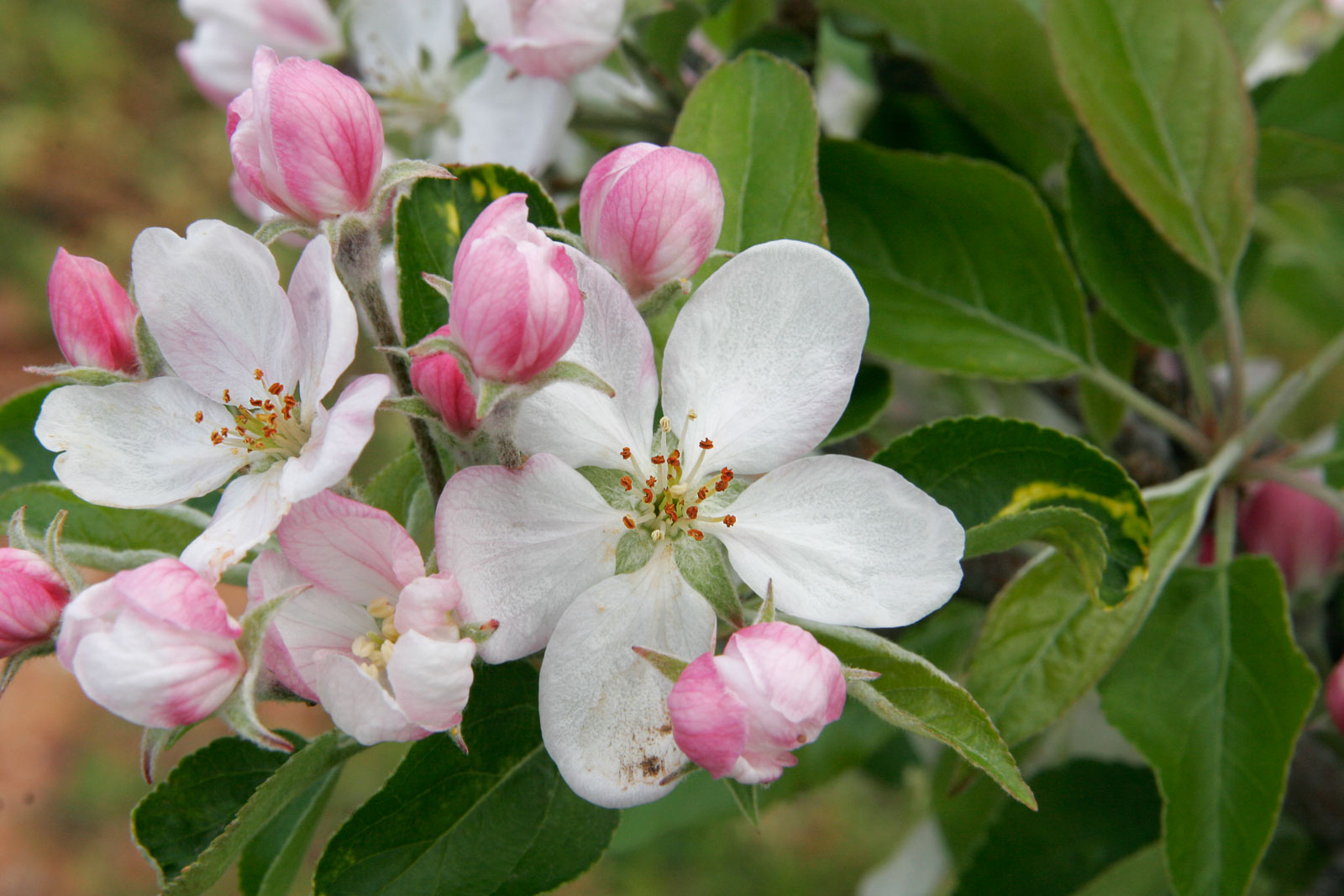
Almafa virága

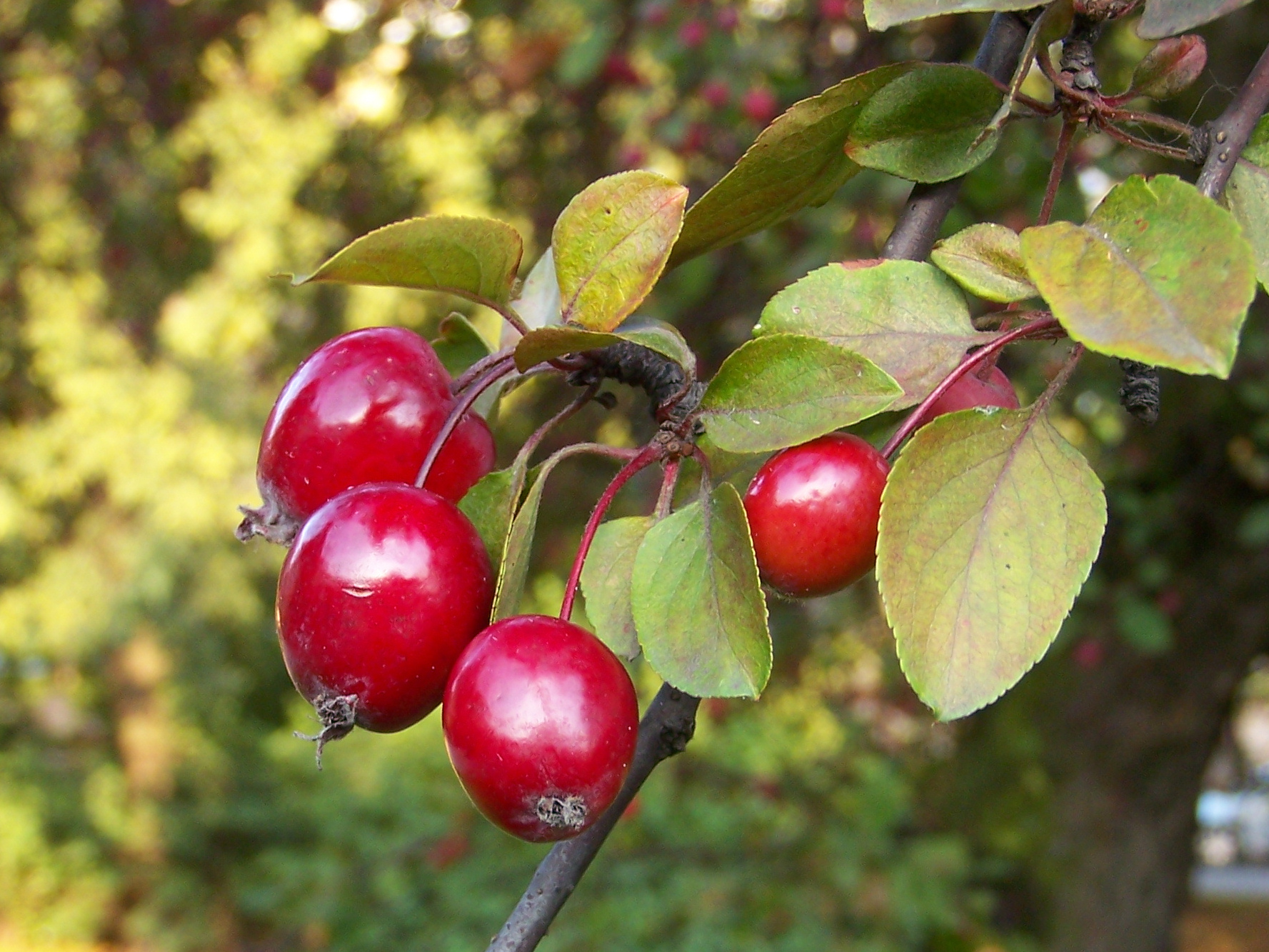
M. floribunda

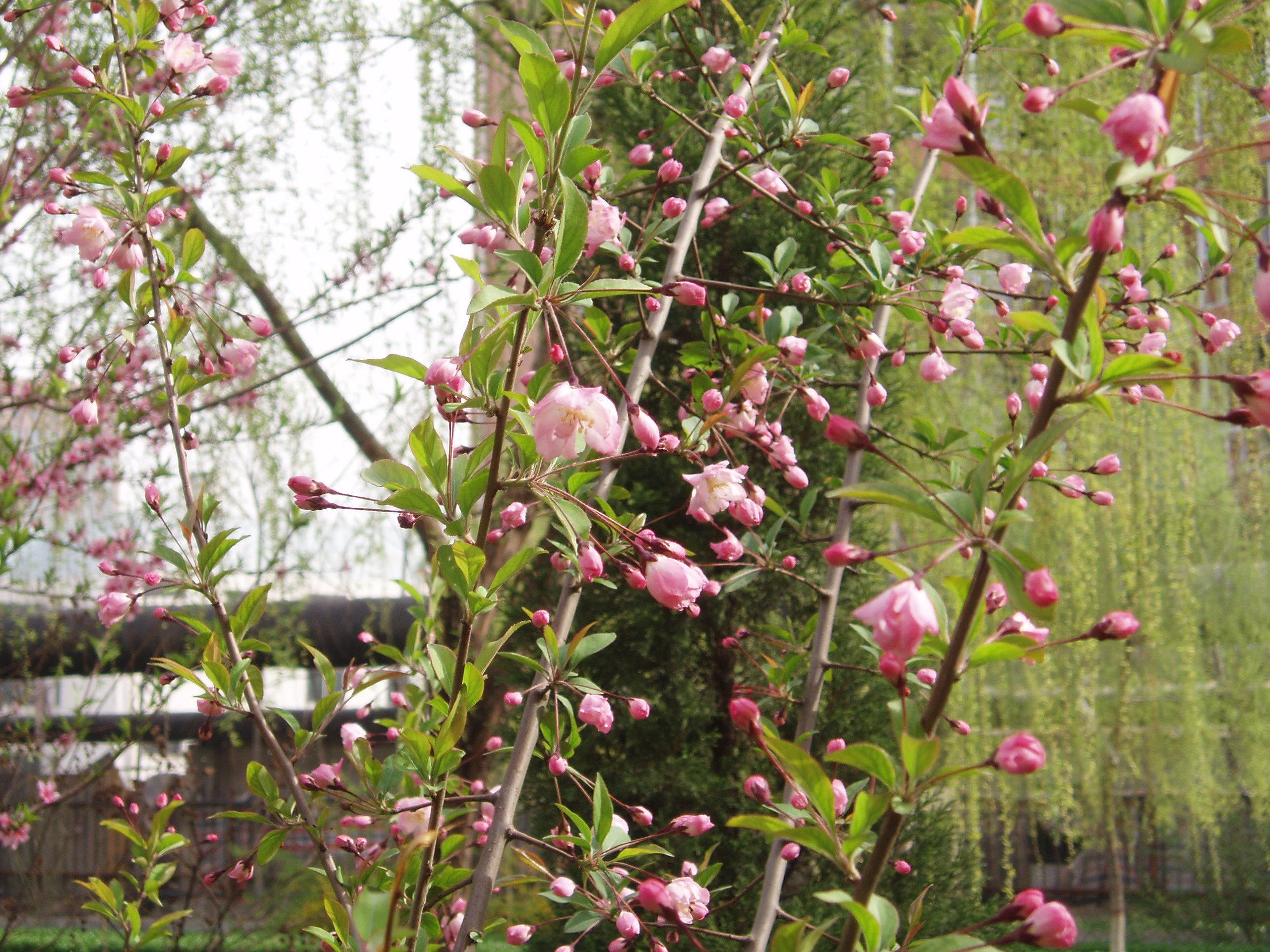
M. halliana

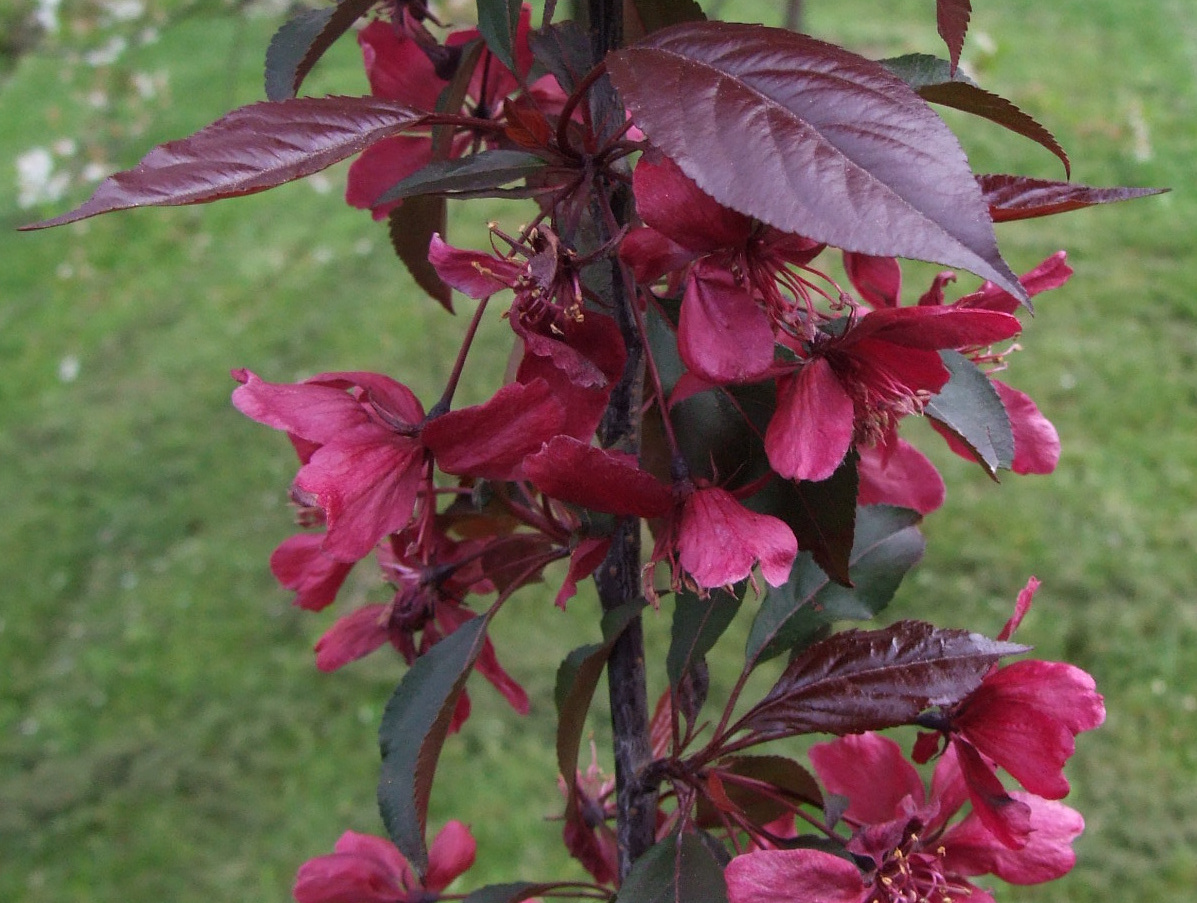
M. x purpurea 'Royalty'

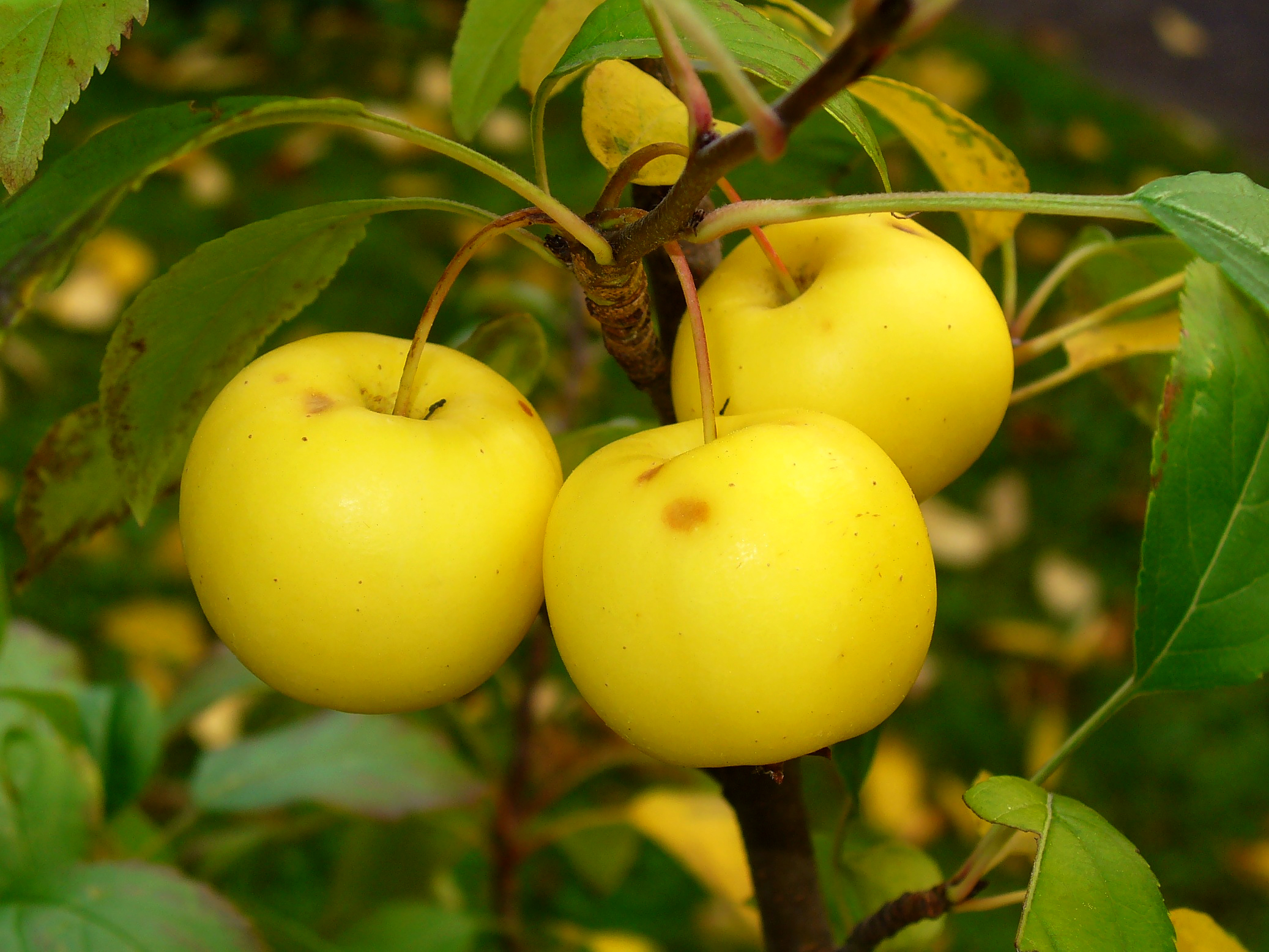
M. sylvestris

2023-ban az almát 95 országban termesztették 4,6 millió hektár földterületen, és az éves termésmennyisége meghaladta a 97,3 millió tonnát. 2013 és 2023 között az alma földterülete 5,1 millió hektárról 4,6 millió hektárra (9,8%) csökkent, míg a termésmennyisége 82,8 millió tonnáról 97,3 millió tonnára (17,5%) nőtt.
A világ legnagyobb alma termelői közé tartozik Kína (50,9%), az Egyesült Államok (5,2%), Törökország (4,7%), Lengyelország (4%) és India (2,9%). Ezek az országok a 2023-as termelésük alapján az első öt helyen álltak. 2023-ban Kína egymaga az éves termés több mint felét (50,9%) adta a világ alma termelésének.
Legnagyobb exportáló országok Kína (15,3%), Olaszország (13,3%) és az Egyesült Államok (10,8%), míg a legnagyobb importországok Németország (6,3%), az Egyesült Királyság (5,4%) és India (5%).
2023-ban Magyarország 486 ezer tonna almát termelt, így a 95 országból a 28. legnagyobb almatermelő volt. Magyarország főleg Lengyelországból (55,1%), Németországból (15,2%) és Ausztriából (9,7%) importált almát. A behozott, valamint a megtermelt alma egy részét tovább értékesítette az ország, főleg Szlovákia (37%), Csehország (28,6%) és Ausztria (11,2%) felé.

## Rendszerezés
A nemzetségbe az alábbi fajok tartoznak (meglehet, hogy a lista hiányos):
- Malus angustifolia (Aiton) Michx.
- Malus × arnoldiana (Rehder) Rehder
- Malus asiatica Nakai
- Malus baccata (L.) Borkh. – bogyós díszalma
- Malus bracteata Rehder
- Malus chitralensis Vassilcz.
- Malus coronaria (L.) Mill. – illatos díszalma
- Malus daochengensis C.L.Li
- Malus dasyphylla Borkh.
- Malus × dawsoniana Rehder
- Malus domestica Borkh. – nemes alma
- Malus doumeri (Bois) A.Chev.
- Malus florentina (Zuccagni) C.K.Schneid.
- Malus floribunda Siebold ex Van Houtte – színváltó díszalma
- Malus fusca (Raf.) C.K.Schneid.
- Malus glabrata Rehder
- Malus glaucescens Rehder
- Malus halliana Koehne – csüngővirágú díszalma
- Malus honanensis Rehder
- Malus hupehensis (Pamp.) Rehder
- Malus ioensis (Alph.Wood) Britton
- Malus jinxianensis J.Q.Deng & J.Y.Hong
- Malus kansuensis (Batalin) C.K.Schneid.
- Malus kirghisorum Al.Fed. & Fed.
- Malus komarovii (Sarg.) Rehder
- Malus lancifolia Rehder
- Malus leiocalyca S.Z.Huang
- Malus mandshurica (Maxim.) Kom. ex Juz.
- Malus manshurica (Maxim.) Kom. ex Skvortov
- Malus melliana (Hand.-Mazz.) Rehder
- Malus micromalus Makino
- Malus montana Uglitzk.
- Malus muliensis T.C.Ku
- Malus niedzwetzkyana Dieck ex Koehne
- Malus ombrophila Hand.-Mazz.
- Malus orientalis Uglitzk. ex Juz.
- Malus pallasiana Juz.
- Malus platycarpa Rehder
- Malus praecox (Pall.) Borkh.
- Malus prattii (Hemsl.) C.K.Schneid.
- Malus × prunifolia (Willd.) Borkh.
- Malus pumila Mill. – keleti vadalma
- Malus × purpurea (E.Barbier) Rehder – bíborlevelű díszalma
- Malus × robusta (CarriŠre) Rehder
- Malus rockii Rehder
- Malus sachalinensis Kom. ex Juz.
- Malus sargentii Rehder
- Malus sieboldii (Regel) Rehder
- Malus sieversii (Ledeb.) M.Roem.
- Malus sikkimensis (Wenz.) Koehne ex C.K.Schneid.
- Malus soulardii (L.H.Bailey) Britton
- Malus × spectabilis (Sol.) Borkh. (syn. M. spectabilis (Aiton) Borkh. – aranyalma
- Malus spontanea (Makino) Makino
- Malus sylvestris (L.) Mill. – erdei vadalma
- Malus toringo (Siebold) Siebold ex de Vriese – cserjés díszalma
- Malus toringoides (Rehder) Hughes
- Malus transitoria (Batalin) C.K.Schneid.
- Malus trilobata (Labill. ex Poir.) C.K.Schneid.
- Malus tschonoskii (Maxim.) C.K.Schneid.
- Malus turkmenorum Juz. & Popov
- Malus yunnanensis (Franch.) C.K.Schneid.
- Malus zumi (Matsum.) Rehder – japán díszalma

[Megjegyzés: Az „×” jelzésű taxonnevek hibrideket jelölnek.]